# 陈有明 (新加坡)
陈有明（英語：Tan Wu Meng；1975年—），新加坡人民行动党籍政治人物、肿瘤专科医生。
陈有明从2015年至2025年担任裕廊集选区金文泰分区的国会议员。2018年5月1日至2020年7月26日期间，他曾担任外交部和贸易和工业部的高级政务次长，并在内阁重组和接受其他任命后卸下政治职务，重返医界。陈有明还是裕廊集选区基层组织的顾问。

## 事业
陈有明一开始在新加坡中央医院国立癌症中心担任肿瘤内科专家，系肿瘤内科门诊部主任。他还是盛港综合医院项目的临时委员会成员和新加坡保健服务集团专科门诊专责小组的成员。他在2012年至2014年曾是新加坡肿瘤学会执行委员会成员。

### 政治事业
2006年至2009年，陈有明在西北社区发展理事会担任青年工作小组委员会的议员和副主席。2007年至2011年，他是信佳—凯秀青年执行委员会的成员，并于 2010 年至 2013 年担任信佳—凯秀公民咨询委员会的成员。
2008年，33岁的陈有明被选为人民行动党青年团组织秘书。他是第一个担任选举产生的人民行动党青年团组织秘书的人，并一直担任该职至2010年。
在2015年大选中，陈有明是裕廊集选区人民行动党竞选团队的成员。该选区（由时任副总理尚达曼领导）的五人行动党竞选团队以9万5080票（79.3%）对2万4848票（20.7%）击败国人为先党；陈有明自此被选入国会。
陈有明曾担任国会后座议员，直至2018年5月被任命为外交部和贸易与工业部的高级政务次长。
陈有明是2020年大选人民行动党裕廊集选区竞选团队的成员之一。
随后，他被任命为新加坡第14届国会卫生政府议会委员会（英語：Health Government Parliamentary Committee，简称GPC）主席。

## 教育背景
陈有明曾就读于莱佛士书院和华中初级学院，然后前往英国剑桥大学，在三一学院学习医学。他是新加坡科技研究局国际奖学金和剑桥大学內外全科醫學士奖学金的获得者，这使他能够在英國醫學研究委員會分子生物学实验室接受医生培训并完成研究博士学位。陈有明还拥有新加坡国立大学内科医学硕士学位和新加坡医学专科学院肿瘤内科奖学金。
在大学期间，陈有明曾于2001年担任剑桥大学辩论社社长。他代表剑桥大学作为辩手参加了2003年在斯泰伦博斯举行的世界大学辩论赛的总决赛，并被评为大赛的最佳个人辩者。

## 个人生活
陈有明的妻子是一名传染病医生，夫妻俩育有两个女儿。